# Geologisch Bureau
Het Geologisch Bureau was een organisatie belast met mijnbouw en geologie in de Nederlandse regio Zuid-Limburg. Het Bureau was eerst gevestigd aan de Akerstraat 86 in Heerlen, later aan de Voskuilenweg.
Het Bureau werkte tijdens zijn bestaan nauw samen met de Nederlandse Geologische Vereniging Afdeling Limburg.

## Geschiedenis
In 1903 werd de Rijksdienst der Opsporing van Delfstoffen in Den Haag opgericht. Men merkte al gauw dat als gevolg van de ontwikkeling van de mijnbouw in Zuid-Limburg er behoefte was om lokaal een eigen afdeling te hebben.
In 1908 werd daarom in Heerlen het Geologisch Bureau opgericht. Het Bureau had de taak om alle gegevens te verzamelen die van belang konden zijn voor de Limburgse mijnbouw en de mijnondernemingen van advies te voorzien op het vlak van geologie. Dat omvatte onder andere de geologische kartering van Zuid-Limburg, de bestudering van fossiele planten uit het Carboon en samenstelling van een stratigrafische indeling.
In 1918 kwam het eindrapport klaar en zou dat het einde zijn van de werkzaamheden van het Bureau, maar er werd voor gepleit om de kennis niet verloren te laten gaan. Dit resulteerde in 1918 tot de oprichting van de Rijks Geologische Dienst in Haarlem, waar het Geologisch Bureau in Heerlen onderdeel van werd.
In 1924 kwamen er grote bezuinigingen van de overheid, waardoor het Bureau zich meer moest verzelfstandigen en zich meer ging richten op waar de steenkolenmijnen behoefte aan hadden. Het Bureau kreeg toen de naam Stichting Geologisch Bureau voor het Mijngebied.
In 1936 werd de Rijks Geologische Dienst opgeheven, waarbij medewerkers van de Rijks Geologische Dienst met werkzaamheden ten aanzien van delfstoffen en kartering in Limburg bij het Geologisch Bureau kwamen.
Nadat mijngeoloog Werner Felder op 1 april 1966 ontslagen werd als gevolg van de afbouw van de Limburgse mijnindustrie, kwam hij terecht bij hoofdafdeling kartering van het Geologisch Bureau. Hier werkte hij samen met onder andere de geoloog Peter Bosch. Hier had hij de taak om geologische gegevens te verzamelen en uit te werken om hier met name geologische kaarten van te kunnen maken. Eveneens zou hij vanuit het Bureau excursies en congressen organiseren, lezingen geven en andere opdrachten voor derden doen. In die rol kreeg hij de opdracht om lithografische indeling van het Boven-Krijt en het onderste deel van het Tertiair te ontwikkelen. Eveneens nam Werner Felder vanuit het Bureau samen met Peter Bosch deel aan Internationale Krijtcommissie, evenals zijn broer Sjeuf Felder vanuit het Natuurhistorisch Museum Maastricht.
In 1968 werd het Geologisch Bureau weer onderdeel van de Rijks Geologische Dienst in Haarlem en was het District Zuid van de Geologische Kartering gevestigd in Heerlen. Het Bureau had toen als taak om voor zowel de overheid als bedrijven opdrachten uit te voeren ten aanzien van delfstoffen en meer.
Op 1 september 1997 werd de Rijks Geologische Dienst opgeheven en ging zij op in het Nederlands Instituut voor Toegepaste Geowetenschappen (NITG-TNO), onderdeel van TNO. Daarmee werd het geologisch Bureau in Heerlen ontmanteld en gesloten. De museumcollectie van Jongmans verhuisde naar Naturalis in Leiden en de uitgebreide bibliotheek werd weggegooid.

## Museum van het Geologisch Bureau
Prof. dr. W.J. Jongmans was van 1921 tot 1946 directeur van het Geologisch Bureau en de werkcollectie van Jongmans stond opgesteld in een ruimte in het Geologisch Bureau. Deze werkcollectie bestond uit een verzameling fossielen afkomstig uit het Carboon in Zuid-Limburg en fossielen die dienden als vergelijkingsmateriaal afkomstig uit andere delen van de wereld.